# Franz Sylvester Weber
Franz Sylvester Weber (* 28. Dezember 1876 in Bozen, Österreich-Ungarn; † 14. Januar 1947 in Innsbruck, Österreich) war ein österreichisch-südtirolischer Dichter, Heimatforscher und Genealoge.
Weber wurde als ältester Sohn des in Bozen und Schwaz tätigen Bürstenmachers Franz Karl Weber (1845–1916) in
Bozen geboren. Nach dem Besuch der Universität Wien wirkte er als Mittelschullehrer für Deutsch, Latein und Griechisch in Wien (1903–1906), in Ried im Innkreis (1906–1909), in seiner Heimatstadt Bozen (1909–1924), in Trient (1924–1934) und in Benevent (1934–1939).
Während des Ersten Weltkriegs leistete Weber seinen Kriegsdienst als Angehöriger des k.k. Landsturmbataillons 164 an der Südfront, wo er zum Oberleutnant aufrückte.
Weber trat als Autor literarischer, heimatkundlicher und genealogischer Werke hervor. Sein Œuvre umfasst 147 Werke, darunter Dichtungen, Novellen, Geschichten, Sagen und Märchen, Landeskundliches, Nachrufe, Aufsätze an Gedenktagen sowie familiengeschichtliche Arbeiten. Sein besonderes Augenmerk galt der Exlibris-Forschung, wozu er auch eine eigene Sammlung anlegte.
In der Zeit der Südtiroler Option leitete Weber in Bozen eine von den NS-Behörden in Bozen eingerichtete Sippenkanzlei, die die für die Umsiedlung in das Dritte Reich benötigten Ahnenpässe ausstellte. Weber beantragte am 15. Januar 1942 die Aufnahme in die NSDAP und wurde zum 1. April desselben Jahres aufgenommen (Mitgliedsnummer 8.804.921).
Weber lernte in Wien seine spätere Ehefrau Christine Schwinger (1884–1964) kennen, mit der er fünf Kinder hatte. Seine letzten Jahre verbrachte er in Innsbruck, wo er verstarb.

## Nachlass
Webers Nachlass wird vom Südtiroler Landesarchiv verwahrt.

## Veröffentlichungen (Auswahl)
Literarisches
- Hans Lutz von Schussenried. Eine Geschichte aus den Tagen des Bozener Thurmbaues in fünf Aufzügen für die Bühne geschrieben. Bozen: Katholischer Meisterverein 1898
- Dietmar von Ried (1907)
- Heinrich Tuschl. Ein Trauerspiel aus der Franzosenzeit (1913)

Historische Arbeiten:
- Das Bozner Geschlechterbuch. Hundert Stammfolgen aus dem Jahre 1770 (Bozner Jahrbuch für Geschichte, Kultur und Kunst 6). Bozen: Vogelweider 1935/36 (online).